# Вальтер Кедінг
Вальтер Кедінг (нім. Walter Käding; 14 вересня 1915, Берлін — 23 червня 1992, Бремен) — німецький офіцер-підводник, лейтенант-цур-зее крігсмаріне (1 жовтня 1944). Кавалер Лицарського хреста Залізного хреста.

## Біографія
В квітні 1935 року вступив на службу у ВМФ. В 1935-37 роках служив на легкому крейсері «Лейпциг», на якому брав участь у трьох патрулях в іспанських водах під час Громадянської війни в Іспанії. У вересні 1939 року переведений в підводний флот і після закінчення курсів призначений штурманом підводного човна U-123, на якому взяв участь у великій кількості бойових походів, провівши в морі в цілому майже 700 днів. В червні 1944 року був направлений на курси командирів підводних човнів. З 9 січня по 5 лютого 1945 року виконував обов'язки командира U-56. Після цього Кедінг мав командувати новим U-4713 (тип XXIII), але той не був добудований до кінця війни. В травні 1945 року здався британським військам.

## Нагороди
- Медаль «За вислугу років у Вермахті» 4-го класу (4 роки)
- Іспанський хрест в бронзі (6 червня 1939)
- Залізний хрест
  - 2-го класу (11 грудня 1940)
  - 1-го класу (25 серпня 1941)
- Нагрудний знак підводника (11 грудня 1940)
- Німецький хрест в золоті (6 вересня 1943)
- Лицарський хрест Залізного хреста (15 травня 1944)
- Фронтова планка підводника в бронзі (9 січня 1945)